# Ermelinda (regina)
Ermelinda (o Hermelinda o Eormenlind; fl. VIII secolo) fu regina dei Longobardi e regina d'Italia alla fine del VII secolo, quale moglie di Cuniperto.

## Biografia
È ricordata da Paolo Diacono che, nella sua Historia Langobardorum, non specifica quando sposò Cuniperto, re dal 688 al 700, anche se l'indicazione del matrimonio segue quella dell'ascesa al trono del marito. Lo storico precisa inoltre che Ermelinda era «di stirpe anglosassone»: si tratta dell'unica regina longobarda di tale origine, cosa probabilmente resa possibile dalle relazioni con i regni anglosassoni avviate da Pertarito, padre e predecessore di Cuniperto, durante il suo esilio nel Regno franco, durato dal 662 al 671. La forma originale del nome di Ermelinda, Eormenlind, lascia supporre una sua appartenenza alla stirpe del re Egberto del Kent: in tale casato, infatti, erano frequenti gli antroponimi inizianti in Eormen-. I rapporti tra Anglosassoni e Longobardi erano comunque frequenti, alla fine del VII secolo: le relazioni tra la Chiesa inglese e il Papato e i frequenti pellegrinaggi dalla Gran Bretagna a Roma ravvivavano continuamente i contatti tra i pellegrini, spesso di alto lignaggio, e i loro ospiti in territorio italiano.
Non è da escludere che il matrimonio di Ermelinda con Cuniperto si inserisse proprio nel quadro di tali relazioni. La presenza a Pavia di una regina anglosassone poteva rappresentare un punto di riferimento e d'appoggio per i pellegrini e i mercanti in viaggio dalla Britannia a Roma. In quel periodo, a Pavia, dovette formarsi una comunità anglosassone, come è testimoniato dalla presenza, in questa città, di personaggi importanti delle stirpi che regnavano in Britannia. 
Ermelinda è nota soprattutto per l'episodio, di sapore boccaccesco, riportato da Paolo Diacono. Secondo lo storico dei Longobardi, fu Ermelinda a segnalare a Cuniperto la bellezza della nobildonna bizantina Teodote, che la regina aveva conosciuto alle terme di Pavia, capitale del Regno longobardo; si trattava delle terme volute dal vescovo Damiano e che attestavano lo stile di vita "alla bizantina" della città a fine VII secolo. Per unirsi a Teodote, Cuniperto ordì quindi un inganno ai danni di Ermelinda: dopo aver ostentato indifferenza alle parole della regina sulla fanciulla, le ordinò di seguirlo in una battuta di caccia che aveva organizzato fuori città, per poi abbandonarla nottetempo e raggiungere l'amante.
Gli storici sono divisi tra chi considera l'episodio puramente leggendario e chi è disposto a riconoscergli un fondo reale. L'aspetto più importante, comunque, è che, dopo la scoperta della tresca, Cuniperto fu costretto a troncare la relazione con Teodote, che si ritirò in un monastero. Ciò evidenzia il prestigio di cui godevano le regine longobarde, a confronto, per esempio, di quelle franche, che, in una situazione analoga, avrebbero rischiato di perdere la posizione di moglie del re. Il nome di due monache chiamate Teodote è attestato da un'iscrizione funebre risalente al periodo in questione.

### Fonti primarie
- (LA)  Paolo Diacono, Historia Langobardorum, in  Georg Waitz (a cura di), Monumenta Germaniae Historica, Hannover, 1878,  Scriptores rerum Langobardicarum et Italicarum saec. VI–IX, 12–219. Trad .it:  Paolo Diacono, Storia dei Longobardi, a cura di Lidia Capo, Milano, Lorenzo Valla/Mondadori, 1992, ISBN 88-04-33010-4. Testo disponibile su Wikisource.

### Letteratura storiografica
- Lidia Capo, Commento, in Paolo Diacono, Storia dei Longobardi, Milano, Lorenzo Valla/Mondadori, 1992, ISBN 88-04-33010-4.
- Alberto Magnani, Regine anglosassoni a Pavia nell'Alto Medioevo, "Bollettino della Società Pavese di Storia Patria", CVI/2006, pp. 187-194.